# Oudéré Kankarafou
Oudéré Kankarafou (Dapaong, 8 dicembre 1983) è un velocista francese di origine togolese.
In carriera si è laureato campione mondiale della staffetta 4×100 metri a Helsinki 2005, pur avendo gareggiato unicamente in batteria.

## Palmarès
| Anno | Manifestazione   | Sede     | Evento      | Risultato  | Prestazione | Note  |
| ---- | ---------------- | -------- | ----------- | ---------- | ----------- | ----- |
| 2005 | Europei under 23 | Erfurt   | 100 m piani | Oro        | 10"26       |       |
| 2005 | Europei under 23 | Erfurt   | 4×100 m     | Oro        | 38"95       |       |
| 2005 | Mondiali         | Helsinki | 4×100 m     | Oro        | 38"08       | [ 1 ] |
| 2006 | Mondiali indoor  | Mosca    | 60 m piani  | Semifinale | 6"78        |       |
| 2006 | Europei          | Göteborg | 4×100 m     | Bronzo     | 39"07       |       |